# 珞南街道
珞南街道，是中华人民共和国湖北省武汉市洪山区下辖的一个乡镇级行政单位。

## 行政区划
珞南街道下辖以下地区：
石牌园社区、洪珞社区、街道口社区、武珞社区、劝业场社区、武汉理工大东社区、武汉理工大西社区、四眼井社区、广埠屯社区、武测社区、广八路社区、七二二社区、丽岛社区、竹苑社区、金桥社区、方桂园社区、元宝林社区、黎明社区、尤李社区、博苑社区、中建三局社区、桂子山庄社区、圆梦家园社区、桂子花园社区、银海雅苑社区、狮城名居社区、华中师范大学社区和风光苑社区。